# Phellia exlex
Phellia exlex är en havsanemonart som först beskrevs av McMurrich 1904.  Phellia exlex ingår i släktet Phellia och familjen Sagartiidae. Inga underarter finns listade i Catalogue of Life.